# Nagisa Abe
Nagisa Abe (あべ なぎさ, Abe Nagisa), née le 31 octobre 1983 à Obihiro (Hokkaidō), est une chanteuse et actrice japonaise. 
Elle a joué un rôle mineur dans le film de 2004 Swing Girls, et un plus important dans Spring Days en 2007.